# Mount Farley
Mount Farley är ett berg i Antarktis. Det ligger i den centrala delen av kontinenten. Nya Zeeland gör anspråk på området. Toppen på Mount Farley är 2 596 meter över havet, eller 2 meter över den omgivande terrängen. Bredden vid basen är 0,01 km.
Terrängen runt Mount Farley är kuperad åt nordost, men åt sydväst är den platt. Mount Farley är den högsta punkten i trakten. Trakten är obefolkad. Det finns inga samhällen i närheten. 